# 反诉
反诉是指原告起诉被告后，被告再同時起诉原告。被告反诉与原告起诉可以合并审理。而且被告提起反诉後，原告拒不出庭或中途退庭的，法院可以缺席判决原告。 